# Wolf (Galápagos)
Wolf (auch Teodore Wolf und englisch Wenman Island) ist der Name einer kleinen Insel im Norden des Galápagos-Archipels. Sie liegt nur 34 Kilometer südlich von Isla Darwin, der nördlichsten Insel des Archipels, jedoch 120 km entfernt von Roca Redonda, der nächstgelegenen Insel südlich von Wolf.
Die unbewohnte Insel verdankt ihren Namen dem deutschen Botaniker und Geologen Theodor Wolf. Auf einer Fläche von etwa 1,3 km² leben zahlreiche Robben-, Leguan- und Vogelarten. Die Insel ist für Tauchexkursionen zugänglich, besonders interessant sind die hier auftretenden großen Schulen von Hammerhaien, aber auch Mantarochen und Meeresschildkröten.
Nur auf Wolf und der Nachbarinsel Darwin ist der sehr seltene Vampirfink (Geospiza difficilis septentrionalis) beheimatet, eine Vogelart, die sich vornehmlich vom Blut anderer Vögel ernährt. Er pickt dazu die Haut des ebenfalls auf Galápagos ansässigen, weit größeren Blaufußtölpels mit seinem spitzen Schnabel auf.